# Shina no yoru (bài hát)
"Shina no yoru" (支那の夜 nghĩa là: "Đêm Trung Hoa") là một bài hát của Nhật Bản, ra mắt năm 1938, nhạc của Takeoka Nobuyuki và lời của Saijō Yaso. Đây là ca khúc chủ đề của bộ phim Nhật Bản cùng tên công chiếu năm 1940. Bài hát đã được nhiều nghệ sĩ ở các quốc gia và vùng lãnh thổ như Mỹ, Hàn Quốc, Malaysia, Indonesia, Singapore, Đài Loan, Hồng Kông thể hiện lại. Nhà thơ Nguyên Sa đã đặt lời tiếng Việt cho bài này dưới nhan đề "Tô Châu dạ khúc" (蘇州夜曲), còn nhạc sĩ Y Vân đặt lời tiếng Việt dưới nhan đề "Người đẹp Tô Châu".

## Lịch sử bài hát
Bài hát ra mắt vào tháng 12 năm 1938 song ban đầu không bán được, sau đó nửa năm bỗng bán rất chạy; một năm sau các cán binh ở tiền tuyến đều săn lùng nhạc phẩm này, trong đó Đô đốc Yamamoto Isoroku cũng là người yêu thích bài hát. Tại một số lãnh thổ Đông Nam Á, do sự can thiệp quân sự của Nhật Bản đồng thời sự tiếp xúc với phim ảnh nước này mang đến mà "Shina no yoru" cũng truyền đến Thái Lan, Việt Nam, Indonesia. Ở Thượng Hải, Trung Quốc, ca sĩ Diêu Lị (姚莉) ca lại bài này bằng tiếng Quan thoại dưới nhan đề "Xuân đích mộng" (春的夢). Sau khi Thế chiến thứ hai qua đi, bài hát vẫn tiếp tục được hát lại tại các quốc gia và vùng lãnh thổ đông người Trung Quốc sinh sống như Trung Quốc đại lục, Đài Loan, Hồng Kông, Malaysia dưới nhiều tựa đề như "Xuân đích mộng", "Xuân chi mộng" (春之夢), "Trung Quốc chi dạ" (中国之夜).
Trong chiến tranh Thái Bình Dương, lính Mỹ cũng nghe được bài hát này trên sóng phát thanh, đến khi chiến tranh kết thúc thì đĩa hát bị đổ xô săn lùng.
Sau chiến tranh, do phía Trung Quốc xem từ "Shina" (支那) trong tiếng Nhật là mang nghĩa xúc phạm, nhất là từ đầu thập niên 1980 do sự phản đối trở lại của Trung Quốc mà hiện bài hát hầu như không được phát trên truyền hình và truyền thanh.